# Замок Банратти
Замок Банратти (англ. Bunratty Castle, ирл. Caisleán Bhun Raithe) представляет собой рыцарскую башню XV века в графстве Клэр, Ирландия. Он расположен в центре деревни Банратти, у трассы N18 между Лимериком и Эннисом, недалеко от города и аэропорта Шаннон.
Замок и прилегающий к нему «народный парк» (folk park) находятся в ведении организации Shannon Heritage как туристические достопримечательности.

## Этимология
Название Банратти, Bun Raite (или Bun na Raite) в ирландском, означает «бассейн реки Ратти». Эта река впадает в эстуарий Шаннона рядом с замком.

## История

### Ранние постройки
Первое поселение на этом месте могло быть торговым лагерем скандинавов, упоминающимся в «Анналах четырех мастеров» и разрушенным Брайаном Бору в 977 году. Согласно местным преданиям, поселение располагалось на возвышении к юго-западу от нынешнего замка. Поскольку следов этого поселения не найдено, его точное местонахождение неизвестно и существование не доказано.
Около 1250 года король Англии Генрих III даровал район Традри (англ. Tradree) Роберту де Мускегросу (англ. Robert De Muscegros), который в 1251 году срубил около 200 деревьев в королевском лесу в Кратло (Cratloe). Возможно, они были использованы для строительства замка типа «мотт и бейли» в Банратти, но его точное расположение неизвестно. Более позднее упоминание в государственных документах 1253 года даёт де Мускегросу право проводить рынки и ежегодную ярмарку в Банратти. Предполагается, что это место было центром власти норманнов на юго-востоке графства Клэр.
В 1276 году эти земли были дарованы королём Генрихом III Томасу Де Клэру, потомку Стронгбоу. Де Клэр построил на этом месте первый каменный замок. Этот замок использовался с 1278 по 1318 год и представлял собой большую каменную башню с белыми стенами. Он стоял недалеко от реки, на месте нынешнего замка Банратти или неподалёку. В конце XIII века в Банратти проживало около 1000 человек. Замок был несколько раз атакован кланом О’Брайен и их союзниками. В 1284 году, когда Де Клер находился в Англии, замок был захвачен и разрушен. По возвращении, в 1287 году, Де Клэр восстановил замок и вырыл вокруг него 130-метровый ров. Замок многократно подвергался нападениям и в 1318 году был захвачен. Семья Де Клэр так и не вернулась туда, и остатки замка в конце концов рухнули. Поскольку камни, вероятно, использовались для других местных построек, от этого замка не осталось никаких следов.
В XIV веке Лимерик был важным английским портом. Чтобы защитить устье Шаннона от нападений со стороны ирландцев, на этом месте снова было построено укрепление. В 1353 году Томас де Рокби повел английскую армию на завоевание земель кланов Макнамара и Маккарти. В Банратти был построен замок, но и его точное местонахождение неизвестно. Согласно местным преданиям, он стоял на том месте, где позже был построен отель Bunratty Castle. Едва достроенный замок захватили ирландцы. Документы свидетельствуют, что в 1355 году король Англии Эдуард III освободил Томаса Фитцджона Фицмориса из тюрьмы в Лимерике. Его обвинили в том, что он не смог удержать замок и позволил ему попасть в руки ирландцев.

### Нынешний замок
Нынешний замок был построен семьёй Макнамара после 1425 года. Скорее всего, строительство завершилось при Шоне Финне из клана Макнамара. Около 1500 года замок перешел в руки О’Брайенов, самого могущественного клана в Манстере и графов Томонда. Они расширили замок и сделали его своей главной резиденцией вместо Энниса.
В 1558 году замок был взят Томасом Рэдклифом, лордом-лейтенантом Ирландии и дарован племяннику последнего короля Томонда, Коннору О’Брайену. Его сын, вероятно, перенёс туда резиденцию семьи. Он отремонтировал и перестроил замок, в том числе установил новую свинцовую крышу.
Во время Ирландских Конфедеративных войн, начатых ирландским восстанием 1641 года, хозяин замка Барнабас О’Брайен позволил лорду Форбсу, командующему силами Парламента, занять Банратти в 1646 году. Барнабас не хотел поддерживать ни одну из сторон конфликта и уехал в Англию. Защитой замка, положение которой позволяло державшим его блокировать доступ с моря к Лимерику (удерживаемому конфедератами) и реке Шаннон, руководил контр-адмирал Пенн, отец Уильяма Пенна, основателя Пенсильвании. После долгой осады конфедераты взяли замок. Пенн сдался, и ему позволили отплыть в Кинсейл.
Замок Банратти оставался собственностью О’Брайенов, и в 1680-х годах замок все еще был главной резиденцией графов Томонда. В 1712 году Генри, 8-й и последний граф Томонд (1688—1741), продал замок с 472 акрами земли Томасу Эймори за 225 фунтов стерлингов и годовую плату в размере 120 фунтов стерлингов. Эймори, в свою очередь, продал замок Томасу Стаддерту (англ. Thomas Studdert), который поселился в нём около 1720 года.
Семья Стаддерт покинула замок (отчего он пришёл в упадок) и поселилась в более удобном и современном «Доме Банратти», который они построили в 1804 году.
В середине XIX века в замке находились казармы Королевской полиции Ирландии (англ. Royal Irish Constabulary). В конце XIX века обрушилась крыша Большого зала.
В 1956 году замок был куплен и восстановлен 7-м виконтом Гортом при содействии Управления общественных работ (англ. Office of Public Works). Он отремонтировал замок и спас его от разрушения. Замок был открыт для публики в 1960 году, в нём демонстрируется коллекция мебели, гобеленов и произведений искусства начала XVII века.